# Frank Lewis
Frank Lewis (4 de julho de 1947) é um ex-jogador profissional de futebol americano estadunidense

## Carreira
Frank Lewis foi campeão da temporada de 1975 da National Football League jogando pelo Pittsburgh Steelers.